# Вельшрислинг
Вельшрислинг (нем. Welschriesling, хорв. Graševina) — технический (винный) сорт винограда, используемый для производства белых вин. Несмотря на схожесть названий, он не имеет отношения к сорту Рислинг.

## История
Происхождение Вельшрислинга туманно. Буквальный перевод названия с немецкого означает «романский (итальянский) рислинг», но слово Welsch могло обозначать не только романские народы, но и чужеземцев вообще. Впрочем, в Болгарии, Румынии и соседних странах его также называют «итальянский рислинг», что также указывает на происхождение сорта с севера Италии. С другой стороны, в Хорватии его называют «Грашевина» (хорв. Graševina), и этимология этого названия позволяет предполагать его восточнобалканские корни, возможно даже хорватские.
Не так давно высказано предположение, что Вельшрислинг происходит из Шампани, откуда проник через Гейдельберг на земли Австро-Венгрии. Таким образом, название Welschriesling объясняется как «чужеземный (французский) рислинг». Однако доказательства того, что Вельшрислинг когда-либо культивировался в Шампани, отсутствуют.

## География
- В Австрии его выращивают на юге и юго-востоке Штирии, в Бургенланде и в Вайнфиртеле, регионе Нижней Австрии, где из него делают также игристое вино. В Русте, неподалёку от озера Нойзидлер-Зе, его используют для производства десертных вин с благородной плесенью.
- В Хорватии, Грашевина (Graševina), это самый выращиваемый белый виноград. Его культивируют во всех винных регионах страны, в особенности в Кутьево и вокруг города Илок, в обоих случаях на востоке страны.
- В Чехии, Рислинг Влашский (Ryzlink vlašský) произрастает в Южноморавском крае, в особенности в Микуловском и Велькопавловицком винных субрегионах (vinařská podoblast).[3]
- В Венгрии, Олас Рислинг (Olaszrizling), это наиболее распространённый сорт винограда, особенно в винном регионе Чопак возле озера Балатон.
- В Италии виноград известен как Рислинг Италико (Riesling Italico) и выращивается в северных регионах страны, таких, как Трентино, Коллио и Фриули.
- В Румынии его называют Рислинг Италиан (Riesling Italian) и используют для производства вин позднего сбора и игристых вин.
- В Словакии его выращивают в винных регионах Модра и Нитра.
- В Словении Вельшрислинг известен, как Лашский Ризлинг (Laški Rizling) ('Итальянский Рислинг') в противоположность Ренский Ризлинг (Renski rizling) ('Rhine Rieslingi', то есть 'Настоящий Рислинг'). Его выращивают в Нижней Штирии, регионе восточной Словении, в долине реки Випава в западной части Словении, где из него делают как сухие, так и полусухие вина, и его также культивируют в Белой Краине на юго-востоке Словении, где из него производят высококачественные вина.

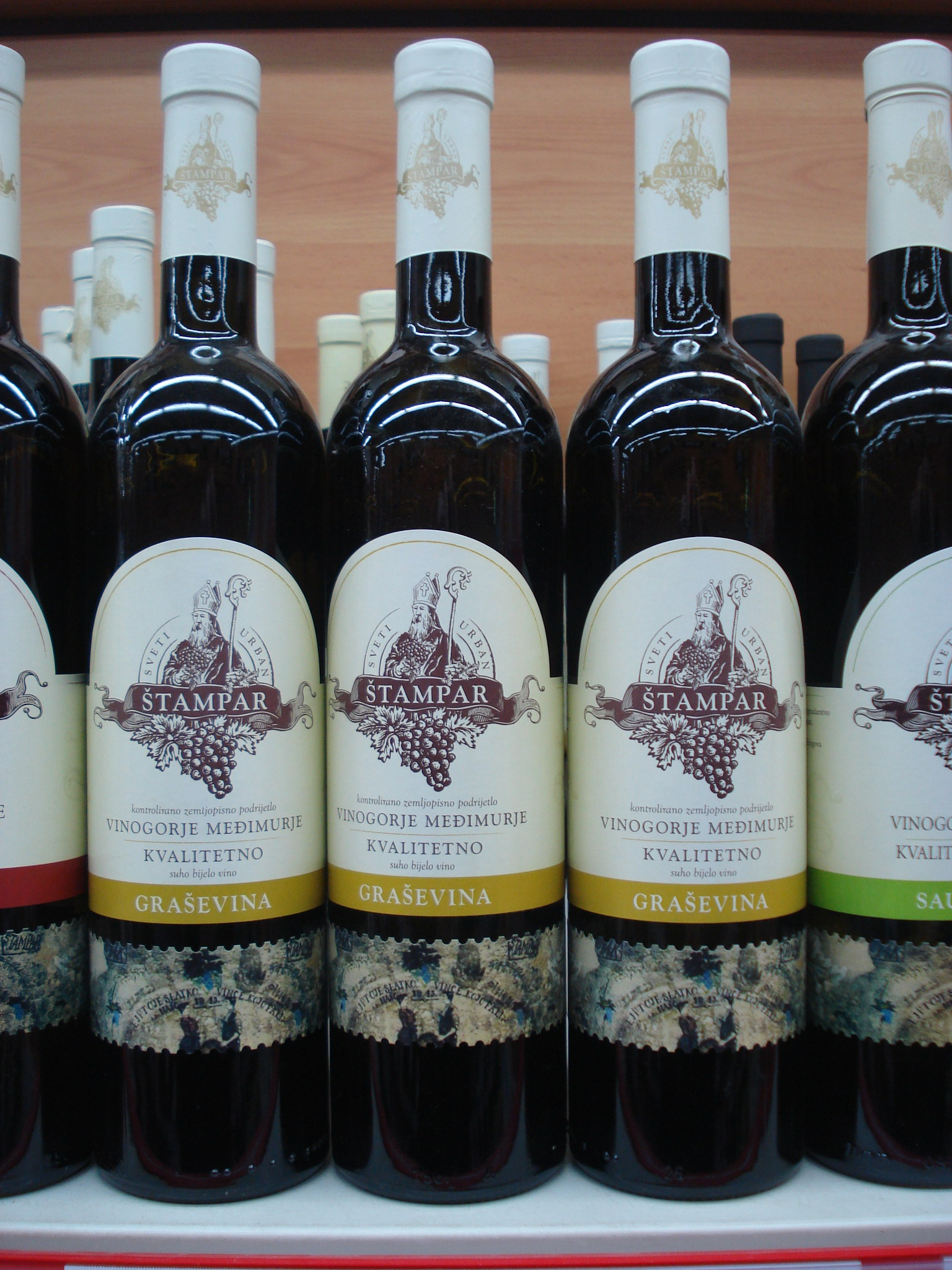
Graševina из Меджимурье, северная Хорватия

## Синонимы
Как многие старые сорта, обладает огромным количеством синонимов. В базе VIVC приводится восемьдесят названий, среди которых:
Aminea Gemela, Biela Sladka, Bielasladka Grasica, Glasica, Grasavina Talijanska, Grasevina, Graševina, Grasica, Groshevina, Italianski Rizling, Laški Rizling, Nemes Olasz Rizling, Olaszrizling, Olasz Rizling, Petit Riesling, Petracine, Rakusky Rizling, Riesler, Riesli, Riesling, Riesling Italian, Riesling Italico, Risling Italyanskii, Risling Vlashskii, Rismi, Rizling Italico, Rizling Vlašský, Talianska Graseviana, Talijanski Rizling, Vlasak, Italian Riesling, Ryzlink vlašský, Вельшрислинг, Итальянский Рислинг.